# Shevengan
Shevengan är en ort i Iran.   Den ligger i provinsen Khorasan, i den östra delen av landet, 700 km öster om huvudstaden Teheran. Shevengan ligger 1 425 meter över havet och antalet invånare är 108.
Terrängen runt Shevengan är lite kuperad, och sluttar norrut.Runt Shevengan är det glesbefolkat, med 12 invånare per kvadratkilometer. Närmaste större samhälle är Chalūnak, 6,7 km sydost om Shevengan. Trakten runt Shevengan är ofruktbar med lite eller ingen växtlighet.